# Municipio Tocópero
Tocópero es uno de los 25 municipios que integran el Estado Falcón, Venezuela. Su capital es la ciudad de Tocópero. Tiene una superficie de 83 km², y de acuerdo a datos del último censo realizado en 2011 su población es de 7518 habitantes. Este municipio está conformado por una sola parroquia. Cerca del 62% de la población del municipio reside en la capital del mismo.

## Historia
Según la tradición oral, el nombre de Tocópero proviene de un vocablo indígena, lo cual evidencia la presencia de pueblos originarios en el territorio actual del municipio, tanto en épocas anteriores como durante la colonización española.
Durante los años posteriores al triunfo de la Revolución Federal, Tocópero, que hasta entonces había sido una parroquia del Cantón Cumarebo, fue elevado a la categoría de municipio bajo la denominación de municipio Lugo, en honor al general en jefe de los ejércitos revolucionarios, Juan Cesáreo Lugo, nacido en Tocópero y fallecido en combate en 1860, durante la toma de Barquisimeto.
En tiempos más recientes, el 2 de junio de 1991, se constituyó la asociación civil de carácter privado denominada Comité Cívico Pro Rescate del Territorio Segregado y Pro Autonomía Municipal de Tocópero, presidida por Pedro Muñoz García e integrada por Fortunato Álvarez, Rafael Colina, César López, Alejandro Romero, con el apoyo de colaboradores como Mario Theis, Freddy Paz, José Ramón Paz y Félix Colina. Gracias a las gestiones de este comité, el 15 de noviembre de 1993, la Asamblea Legislativa del Estado Falcón promulgó el decreto que otorgó la autonomía municipal a la parroquia Tocópero, hasta entonces parte del municipio Zamora, conformándose así el actual Municipio Autónomo Tocópero.
Desde entonces, el 15 de noviembre se celebra oficialmente el “Día de Tocópero”, como conmemoración de su autonomía político-administrativa.

## Geografía
Está ubicado al norte del Estado Falcón a orillas del Mar Caribe, presenta una superficie de llanura con elevaciones al suroeste que no superan los 100 metros de altura. El único curso de agua importante es el río Ricoa.

## Economía
La agricultura y el turismo son las principales fuentes de ingreso del municipio, tiene una superficie agrícola de 9.441,06 hectáreas que representa sólo el 0,73% de la superficie agrícola del Estado Falcón. Es conocido por su producción de coco. Los principales balnearios son Aserrador, Santa Rosa y Barranquita.

## Política y gobierno

### Alcaldes
| Período     | Alcalde             | Partido político / Alianza | % de votos | Notas |
| ----------- | ------------------- | -------------------------- | ---------- | --- |
| 1995 - 2000 | Jose Ramón González | COPEI                      | -          | Primer alcalde bajo elecciones directas (se realizaron elecciones generales adelantadas en el 2000 debido a la aprobación de la Constitución de 1999) |
| 2000 - 2004 | Jose Ramón González | COPEI                      | 56,75      | Reelecto |
| 2004 - 2008 | Rosmel Tejera       | MVR                        | 39,37      | Segundo Alcalde bajo elecciones directas |
| 2008 - 2013 | Julio Rojas         | PSUV                       | 60,64      | Tercer alcalde bajo elecciones directas (se postergan 1 año las elecciones municipales pautadas para finales del 2012)                                |
| 2013 - 2017 | Neptaly Quero       | PSOEV                      | 47,34      | Cuarto alcalde bajo elecciones directas |
| 2017 - 2021 | Neptaly Quero       | PSUV                       | 77,24      | Reelecto |
| 2021 - 2025 | Yoly Blanco         | PSUV                       | 51,72      | Quinto alcalde bajo elecciones directas |

### Concejo municipal
Período 1995 - 2000
| Concejales:        | Partido político / Alianza |
| ------------------ | -------------------------- |
| Marlin Lugo Colina | COPEI                      |
| Carmen Herman      | COPEI                      |
| Antonio Arias      | COPEI                      |
| Alcila Vargas      | AD                         |
| Carmen Reyes       | CONVERGENCIA               |

Período 2013 - 2018:
| Concejales       | Partido político / Alianza |
| ---------------- | -------------------------- |
| Maria Muñoz      | PSUV                       |
| Pedro García     | PSUV                       |
| Osbaldo Chirinos | PPT                        |
| Iris Hernández   | PSUV                       |
| Jesús Campos     | PSOEV                      |

Período 2018 - 2021
| Concejales         | Partido político / Alianza |
| ------------------ | -------------------------- |
| José Manuel Rosell | PSUV                       |
| Eduardo Acacio     | PSUV                       |
| Lenny Carrasquero  | PSUV                       |
| Delkis Sánchez     | PSUV                       |
| Carely Campos      | PSUV                       |

Periodo 2021 - 2025
| Concejales:     | Partido político / Alianza |
| --------------- | -------------------------- |
| Edgli Garcés    | PSUV                       |
| kelys Acosta    | PSUV                       |
| José Caruci     | PSUV                       |
| Noirian Arias   | PSUV                       |
| Arellys Palacio | AD                         |